# Trisanna
Trisanna – górski strumień lodowcowy w Alpach, Austrii, Tyrolu, na terenie powiatu Landeck, o długości ok. 35 km.
Powstaje z połączenia dwóch mniejszych strumieni: Vermuntbach i Jambach. Wraz z Rosanną k. Tobadill tworzy rzekę Sannę. Przepływa przez osady Galtür i Ischgl.